# Френ-ан-Тарденуа
Френ-ан-Тарденуа́ (фр. Fresnes-en-Tardenois) — коммуна во Франции, находится в регионе Пикардия. Департамент коммуны — Эна. Входит в состав кантона Фер-ан-Тарденуа. Округ коммуны — Шато-Тьерри.
Код INSEE коммуны — 02332.

## Население
Население коммуны на 2010 год составляло 253 человека.
| 1962 | 1968 | 1975 | 1982 | 1990 | 1999 | 2010 |
| ---- | ---- | ---- | ---- | ---- | ---- | ---- |
| 212  | 188  | 211  | 191  | 245  | 263  | 253  |

## Экономика
В 2010 году среди 168 человек трудоспособного возраста (15—64 лет) 117 были экономически активными, 51 — неактивными (показатель активности — 69,6 %, в 1999 году было 60,8 %). Из 117 активных жителей работали 110 человек (65 мужчин и 45 женщин), безработных было 7 (4 мужчины и 3 женщины). Среди 51 неактивных 12 человек были учениками или студентами, 14 — пенсионерами, 25 были неактивными по другим причинам.